# Santa Maria degli Angeli alle Croci (Nápoly)
A Santa Maria degli Angeli alle Croci templom Nápolyban, a botanikus kert szomszédságában.

## Története
1581-ben építették ferences szerzetesek számára, akik a mai Via Michele Tenore mentén egykoron egy kálváriát alakítottak ki.A rend megreformálása után a kolostort iskolává alakították át. Átépítésében, felújításában Cosimo Fanzago is részt vett. Az 1980-as földrengés jelentős károkat okozott az épületben, de rövid idő alatt helyreállították. Belsejének legérdekesebb díszítőelemei a szomszédos San Giorgio Maggiore bazilikából áthozott gránitoszlopok.